# Nanorana kangxianensis
Nanorana kangxianensis es una especie de anfibio anuro de la familia Dicroglossidae.

## Distribución geográfica
Esta especie es endémica de la provincia de Gansu, China. Habita alrededor de 1600 m sobre el nivel del mar en las montañas occidentales de Qinling.

## Descripción
Nanorana kangxianensis mide de 56 a 87 mm para los machos y de 54 a 101 mm para las hembras. Su dorso, flancos y cabeza son de color amarillo limón con manchas marrones oscuras. Su lado ventral es de color blanco grisáceo con pequeños puntos grises en la garganta y el pecho.
Los adultos a menudo se encuentran debajo de las piedras en el agua del arroyo. Los renacuajos podrían tardar de dos a tres años en metamorfosearse.

## Etimología
El nombre de la especie está compuesto de kangxian y del sufijo latino -ensis que significa "que vive, que habita", y le fue dado en referencia al lugar de su descubrimiento, el condado de Kang en Gansu.

## Publicación original
- Yang, Wang, Hu & Jiang, 2011: A new species of the genus Feirana (Amphibia: Anura: Dicroglossidae) from the western Qinling Mountains of China. Asian Herpetological Research, vol. 2, p. 72-86.[3]